# Communauté de communes du Pays d’Orthe
Die Communauté de communes du Pays d’Orthe ist ein ehemaliger französischer Gemeindeverband mit der Rechtsform einer Communauté de communes im Département Landes in der Region Nouvelle-Aquitaine. Sie wurde am 23. Dezember 1993 gegründet und umfasste 15 Gemeinden. Der Verwaltungssitz befand sich im Ort Orthevielle. Sein Einzugsgebiet lag im Süden des Départements.

## Historische Entwicklung
Mit Wirkung vom 1. Januar 2017 fusionierte der Gemeindeverband mit der Communauté de communes de Pouillon und bildete so die Nachfolgeorganisation Communauté de communes Pays d’Orthe et Arrigans.

## Ehemalige Mitgliedsgemeinden
| Gemeinde              | Einwohner 1. Januar 2022 | Fläche km² | Dichte Einw./km² | Code INSEE | Postleitzahl |
| --------------------- | ------------------------ | ---------- | ---------------- | ---------- | ------------ |
| Bélus                 | 616                      | 11,84      | 52               | 40034      | 40300        |
| Cagnotte              | 778                      | 14,68      | 53               | 40059      | 40300        |
| Cauneille             | 799                      | 15,42      | 52               | 40077      | 40300        |
| Hastingues            | 606                      | 14,54      | 42               | 40120      | 40300        |
| Labatut               | 1.396                    | 20,95      | 67               | 40132      | 40300        |
| Oeyregave             | 304                      | 8,03       | 38               | 40206      | 40300        |
| Orist                 | 789                      | 14,76      | 53               | 40211      | 40300        |
| Orthevielle           | 1.057                    | 13,94      | 76               | 40212      | 40300        |
| Pey                   | 832                      | 13,85      | 60               | 40222      | 40300        |
| Peyrehorade           | 3.693                    | 16,11      | 229              | 40224      | 40300        |
| Port-de-Lanne         | 1.228                    | 12,68      | 97               | 40231      | 40300        |
| Saint-Cricq-du-Gave   | 444                      | 8,70       | 51               | 40254      | 40300        |
| Saint-Étienne-d’Orthe | 732                      | 11,07      | 66               | 40256      | 40300        |
| Saint-Lon-les-Mines   | 1.242                    | 21,82      | 57               | 40269      | 40300        |
| Sorde-l’Abbaye        | 636                      | 16,34      | 39               | 40306      | 40300        |